# Camponotus imitator
Camponotus imitator är en myrart som beskrevs av Auguste-Henri Forel 1891. Camponotus imitator ingår i släktet hästmyror, och familjen myror.

## Underarter
Arten delas in i följande underarter:
- C. i. imitator
- C. i. resinicola

## Bildgalleri

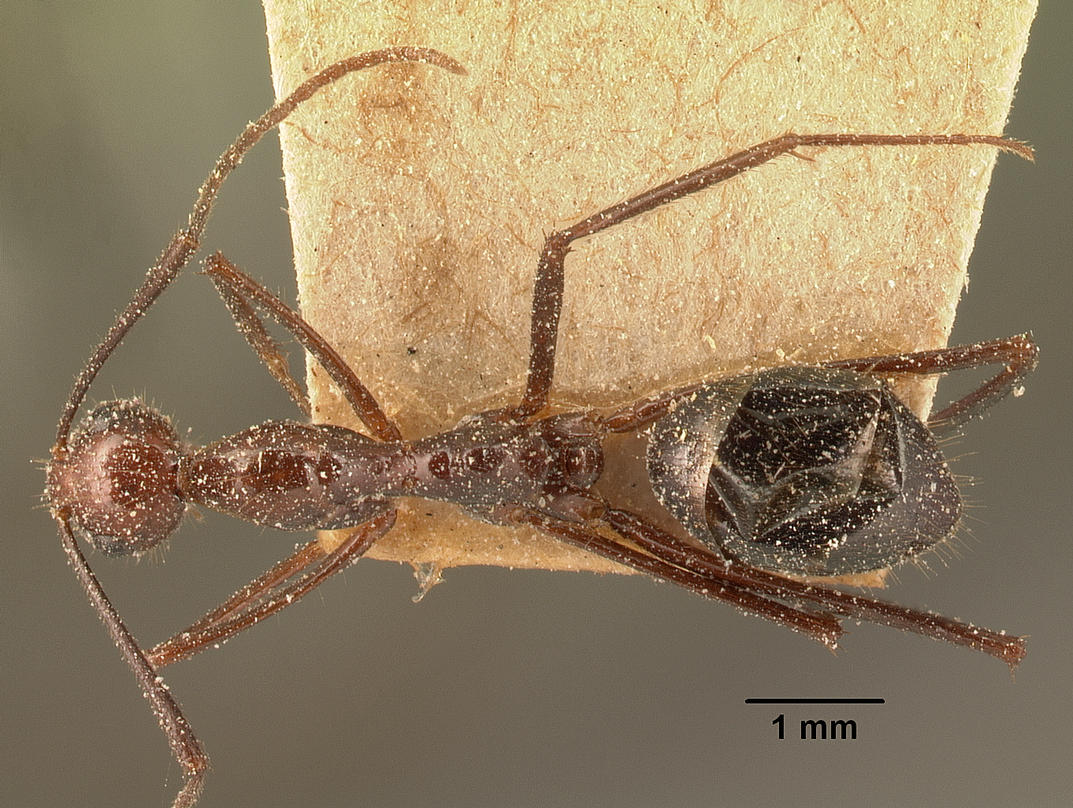
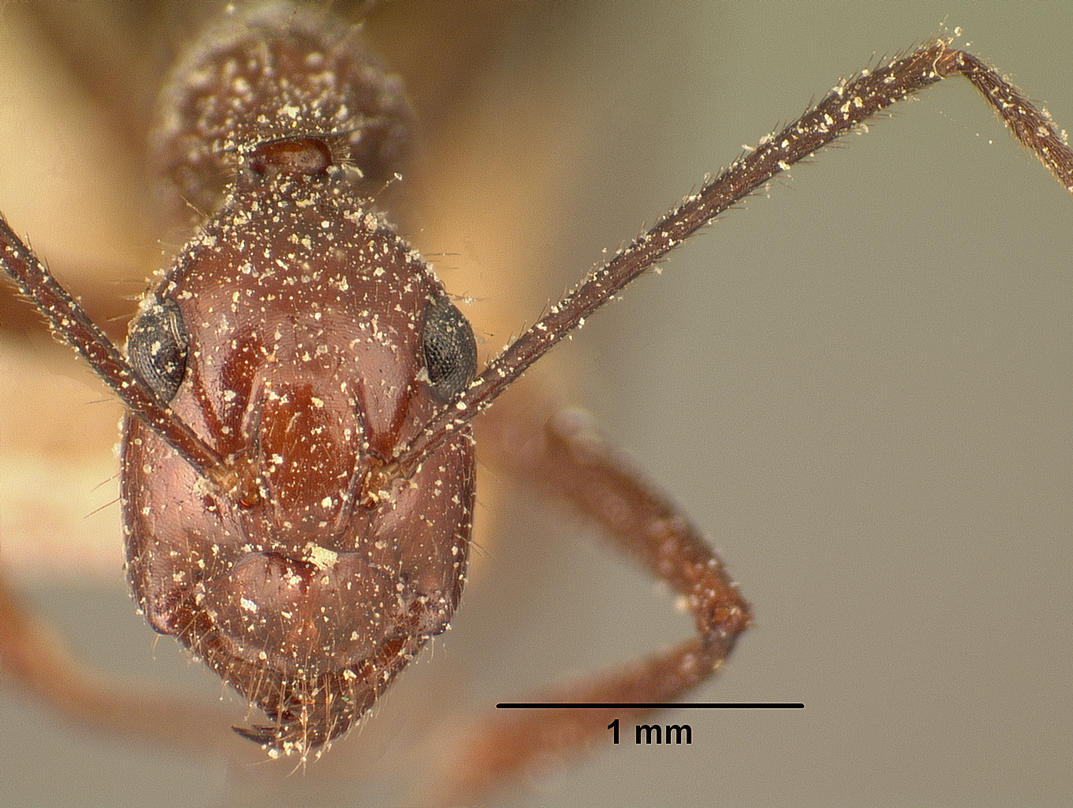
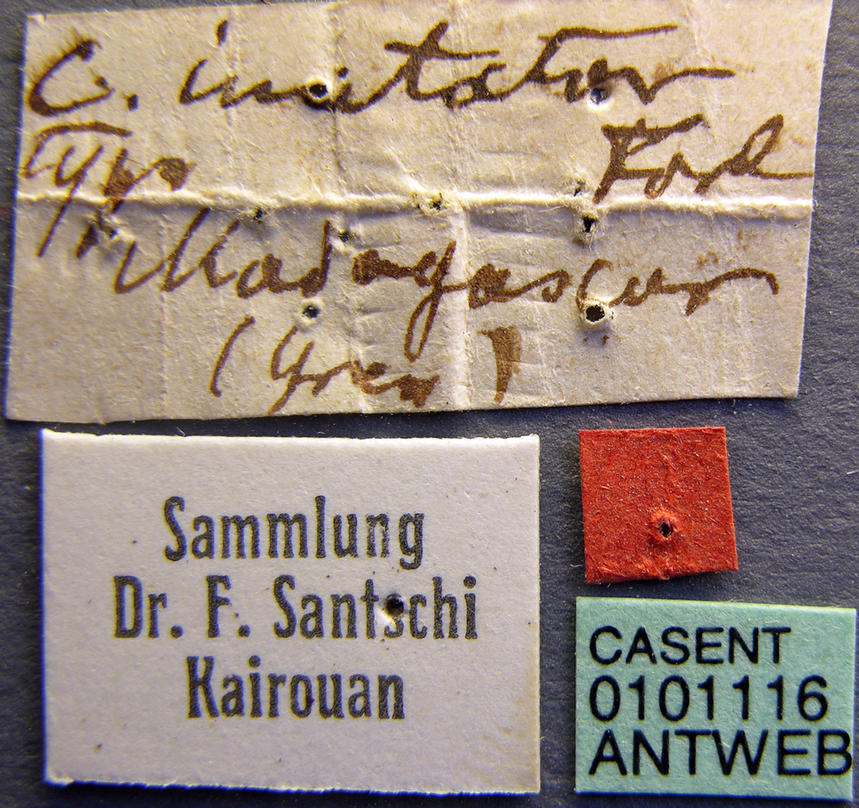
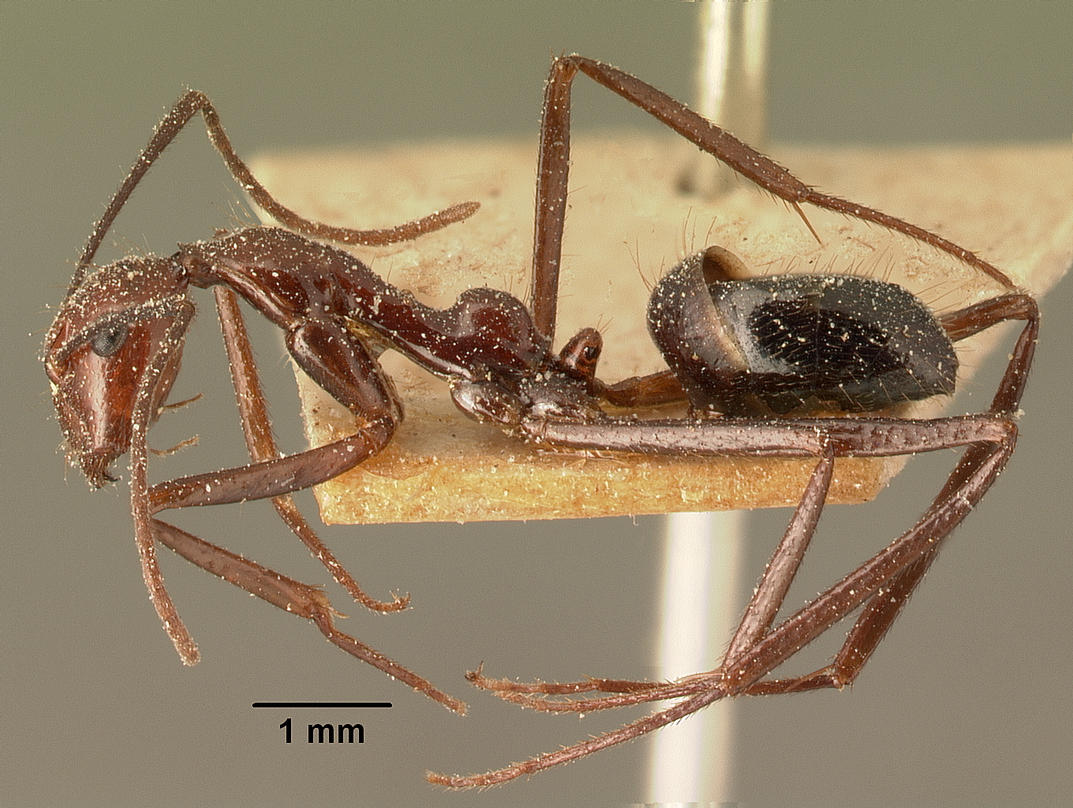
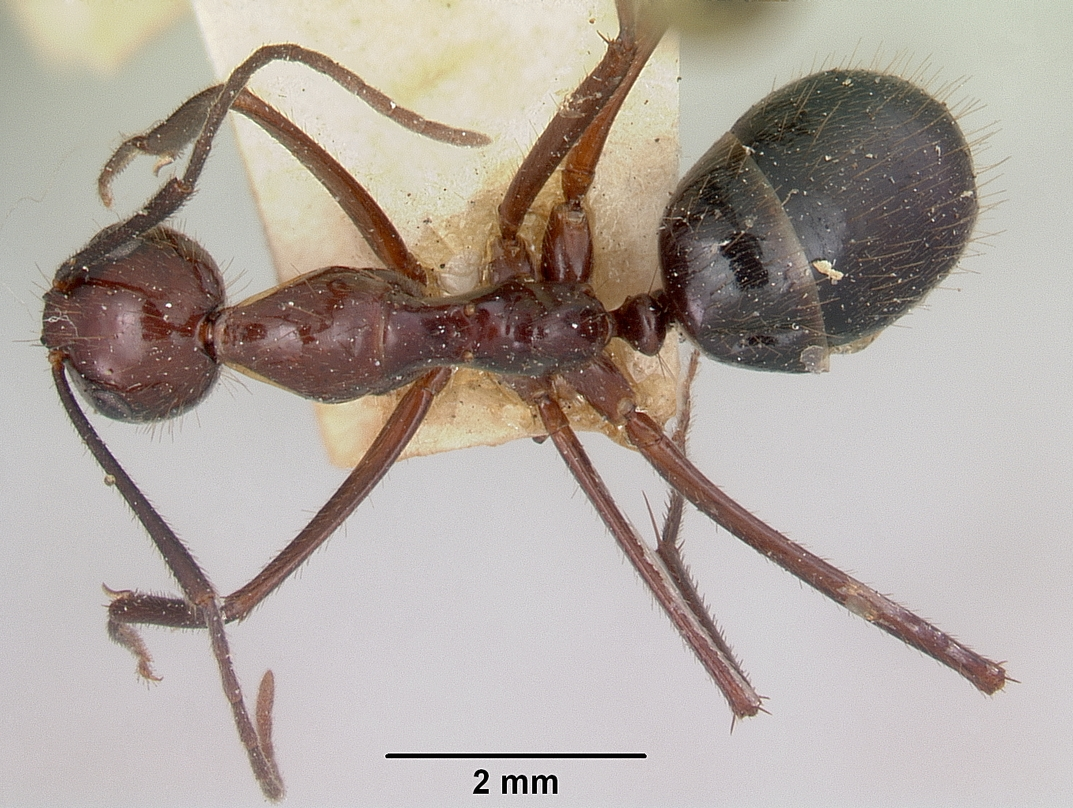
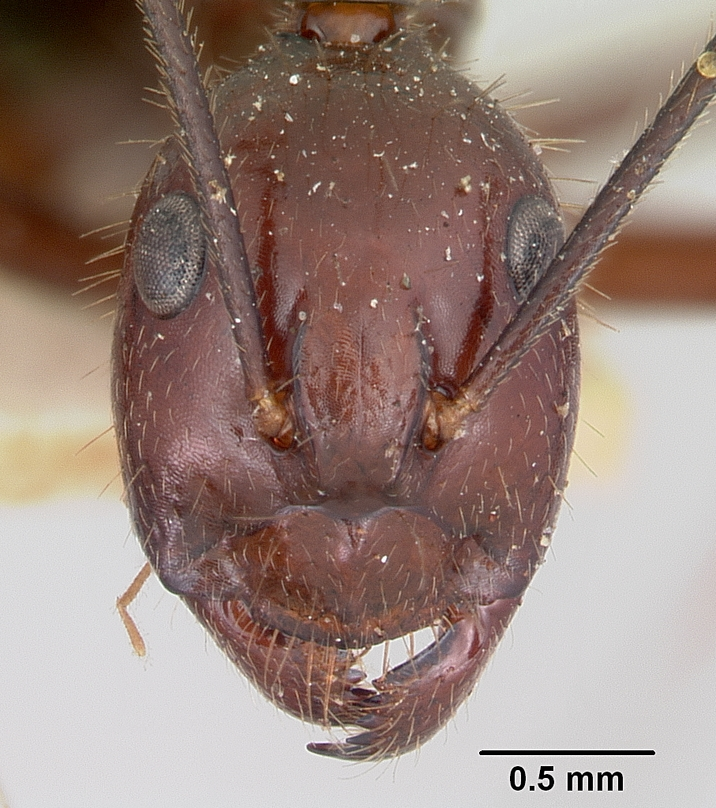